# Cissuvora
Cissuvora is een geslacht van vlinders uit de familie wespvlinders (Sesiidae), onderfamilie Sesiinae.
Cissuvora is voor het eerst wetenschappelijk beschreven door Engelhardt in 1946. De typesoort is Cissuvora ampelopsis.

## Soorten
Cissuvora omvat de volgende soorten:
- Cissuvora ampelopsis (Engelhardt, 1946)
- Cissuvora sinensis Wang & Yang, 2002